# نورث انگلیش (آیووا)
نورث انگلیش (به انگلیسی: North English) شهری در ایالت آیووا کشور ایالات متحده آمریکا است که جمعیت آن در سرشماری سال ۲۰۱۰ میلادی، ۱٬۰۴۱ نفر بوده‌است.